# Cal Ganxo
|  | Aquest article tracta sobre un edifici del Masroig. Vegeu-ne altres significats a «Cal Ganxo (desambiguació)». |

Cal Ganxo és un monument del municipi del Masroig (Priorat) inclòs en l'Inventari del Patrimoni Arquitectònic Català.

## Descripció
Edifici de planta rectangular, amb planta baixa, pis i golfes; cobert amb teulada a dues vessants, bastit de maçoneria arrebossada i pintada i amb la planta baixa revestida de pedra. A la façana s'hi obren tres portes (una de principal) i una finestra, quatre balcons repartits en un de sol i tres més en una sola balconada al pis i conc finestres a les golfes.
Són a destacar els balcons de ferro forjat i la porta, de fusta treballada amb dues dernes i dues portelles, emmarcada per una bonica llinda de pedra a la part superior, de la qual hi ha una data de 1890, un relleu amb una maceta i una paleta i el nom de Juan Rius y Mas.

## Història
Es tracta d'una construcció bastida justament abans de la invasió de la fil·loxera, moment d'esplendor econòmic a la comarca. La seva tipologia escapa un xic de l'ambient rural i s'emmarca dins l'àmbit urbà. En el transcurs del segle XX ha sofert diverses modificacions, la més important de les quals ha estat la divisió de l'edifici en dues propietats diferenciades, amb el consegüent arranjament de balcó i portes.